# Float (album de Styles P.)
Pour les articles homonymes, voir Float.
Albums de Styles P.
The World's Most Hardest MC Project
(2012) Phantom and the Ghost
(2014)
Singles
1. Hater Love
Sortie : 5 mars 2013

Float est le sixième album studio de Styles P., sorti le 16 avril 2013.
L'album s'est classé 17e au Top R&B/Hip-Hop Albums, 25e au Top Independent Albums et 124e au Billboard 200.

## Liste des titres
Tous les titres sont produits par Scram Jones.
| No  | Titre                               | Contient un (des) sample(s) de                               | Durée |
| --- | ----------------------------------- | ------------------------------------------------------------ | ----- |
| 1.  | Float (Intro)                       |                                                              | 1:48  |
| 2.  | Manson Murder (featuring N.O.R.E.)  | It's Not a Joke de Vladimir Cosma                            | 2:53  |
| 3.  | Bodies in the Basement              |                                                              | 3:43  |
| 4.  | Hater Love (featuring Sheek Louch)  |                                                              | 3:14  |
| 5.  | Take It Back                        | Take You Back de Frank Stallone                              | 3:20  |
| 6.  | Haze vs. Sour (Skit)                |                                                              | 0:39  |
| 7.  | I Need Weed                         |                                                              | 3:51  |
| 8.  | Red Eye (featuring Jadakiss)        | Hold On d'Holy Ghost! Open Up de Styles P. featuring Bullpen | 3:09  |
| 9.  | Reckless (featuring Raekwon)        |                                                              | 3:01  |
| 10. | Shoot You Down                      | Casanova de Loleatta Holloway                                | 3:09  |
| 11. | Open Up (featuring Bullpen)         | Breakthrough d'Isaac Hayes                                   | 3:21  |
| 12. | Screw Y'all (featuring Scram Jones) |                                                              | 4:26  |